# سوبک
سوبک (سِبِک نیز نامیده می‌شود) نام یکی از خدایان محلی مصر باستان بود که شکلی از تمساح داشت. کسانی که در اطراف رود نیل زندگی می‌کردند به شدت از تمساح‌ها واهمه داشتند. آنها بر این باور بودند که اگر سوبک را بپرستند سوبک آنها را از حمله تمساح‌ها محافظت خواهد کرد. سوبک با شکل مردی با سر تمساح ترسیم می‌شد.

## فرقه سوبک
سوبک یکی از باستانی‌ترین خدایان مصری بود. به محض اینکه نوشتن در مصر توسعه یافت، نام او در متون ظاهر می‌شود. با گذشت زمان، نفوذ سوبک به رشد خود ادامه داد. شاید ربطی به داشتن سر و رفتار وحشیانه این خدای تمساح داشته باشد. وجود تمدن مصر کاملاً به رود نیل وابسته بود. بدون آب‌های آن زندگی انسانی در بیابان وجود نخواهد داشت. بدون سیل سالانه آن که رسوبات حاصلخیز رودخانه را در سراسر زمین پخش می‌کند، کشاورزی نمی‌توانست وجود داشته باشد. به عنوان خدای مسئول این سیل، سوبک به عنوان یکی از مهم‌ترین خدایان در نظر گرفته می‌شد. یکی از راه‌هایی که پیروان سوبک او را می‌پرستیدند شکار و کشتن کروکودیل‌ها بود. شکار کروکودیل‌ها کار ساده ای نبود و آنها برای احترام به خدای خود جان خود را به خطر انداختند. امروزه بسیاری از تمساح‌های مومیایی شده، برخی از آنها با بقایای مومیایی شده فرزندان جوان خود، در موزه‌های سراسر جهان دیده می‌شوند.